# 낸시 켈리
낸시 켈리(Nancy Kelly, 1921년 3월 25일 ~ 1995년 1월 2일)는 미국의 배우이다.

## 출연 작품
- 트러스트: 세컨드 액츠 인 영 라이브스 (2010)
- 고스트버스터즈 (1984)
- 나쁜 종자 (1956)
- 쇼 비즈니스 (1944)
- 타잔의 사막 미스터리 (1943)
- 리비아 상륙작전 (1942)
- 스탠리 앤 리빙스톤 (1939)
- 무법자 제시 제임스 (1939)
- 서브마린 패트롤 (1938)
- 글로러파잉 더 아메리칸 걸 (1929)